# رزیستنس ۲
رزیستنس ۲ (به انگلیسی: Resistance 2) یک بازی ویدئویی در سبک تیراندازی اول شخص و علمی-تخیلی است که توسط شرکت اینسامنیاک گیمز ساخته شده و به‌وسیلهٔ سونی کامپیوتر انترتینمنت به‌طور انحصاری برای کنسول پلی‌استیشن ۳ منتشر شده است. این بازی در ۴ نوامبر ۲۰۰۸ در ایالات متحده، ۱۳ نوامبر ۲۰۰۸ در ژاپن و ۲۸ نوامبر همان سال در اروپا عرضه شد. رزیستنس ۲ دومین قسمت از مجموعه بازی‌های رزیستنس، و دنباله‌ای بر بازی مورد تقدیر قرار گرفته رزیستنس: فال آو من به‌شمار می‌رود. داستان بازی بلافاصله پس از اتمام نسخه اول دنبال می‌شود و گروهبان ناتان هیل یکبار دیگر خود را در جهانی که تبدیل به میدان جنگ شده پیدا می‌کند. پس از شکست کایمراها در لندن، آن‌ها به پیشبردشان ادامه داده و خود را برای حمله به ایالات متحده آماده می‌سازند. ناتان هیل نیز یکبار دیگر برای رویارویی با کایمراها به ایالات متحده سفر می‌کند. در این بازی، او عضو گروهی از سربازان زبده با نام «سنتینلز» است که همانند هیل به ویروس کایمرا آلوده هستند و باید با استفاده منظم از مهارکننده‌ای، خودشان را تحت کنترل قرار دهند.
رزیستنس ۲ به‌طور کلی با واکنش‌های مطلوبی از سوی منتقدان همراه بود، که جلوه‌های بصری، حالت چندنفره و مقیاس حالت تک‌نفره کارزار مورد تحسین قرار گرفت، اما منتقدان نسبت به داستان، و ویژگی‌های حالت کارزار انتقاداتی داشتند. در حالی که تغییرات کلی بازی نسبت به نسخهٔ قبلی خود واکنش‌های ضد و نقیضی از سوی منتقدان و طرفداران را به همراه داشت. این بازی در کنار نسخه‌های رزیستنس: فال آو من و رزیستنس ۳، سرورهای آنلاین خودشان را در تاریخ ۲۸ مارس ۲۰۱۴ تعطیل کردند.